# Діти-шпигуни
Діти-шпигуни (англ. Max Rules) — пригодницька комедія 2004 року.

## Сюжет
Троє нерозлучних друзів обожнюють грати в шпигунів. Макс — головна причина всіляких витівок у школі — має безперешкодний доступ до найсучаснішого у світі шпигунського спорядження, яке він зі своїми друзями регулярно «позичає» у свого дядька, що працює на уряд. Джесіці немає рівних у кікбоксингу, а Вайл Скотт — досвідчений хакер і справжній професіонал у підслуховуванні. Але нешкідливі дитячі ігри набувають абсолютно іншого повороту, коли Макс ненавмисно здобуває інформацію про місцезнаходження вкраденого у ФБР мікрочипа. Бажаючи зіграти, можливо, в найзахопливішу гру у своєму житті, він раптом розуміє, що ставка дуже висока, а небезпека дуже реальна.